# Renault Palès
Pour les articles homonymes, voir Palès (homonymie).
 (avril 2016).
Si vous disposez d'ouvrages ou d'articles de référence ou si vous connaissez des sites web de qualité traitant du thème abordé ici, merci de compléter l'article en donnant les références utiles à sa vérifiabilité et en les liant à la section « Notes et références ».
Le Renault Palès est un modèle de tracteur moyen produit de 1999 à 2005 par Renault Agriculture (filiale de Renault spécialisée dans les tracteurs).
Son nom vient de Palès qui est une déesse romaine de l'agriculture.